# Renquishausen

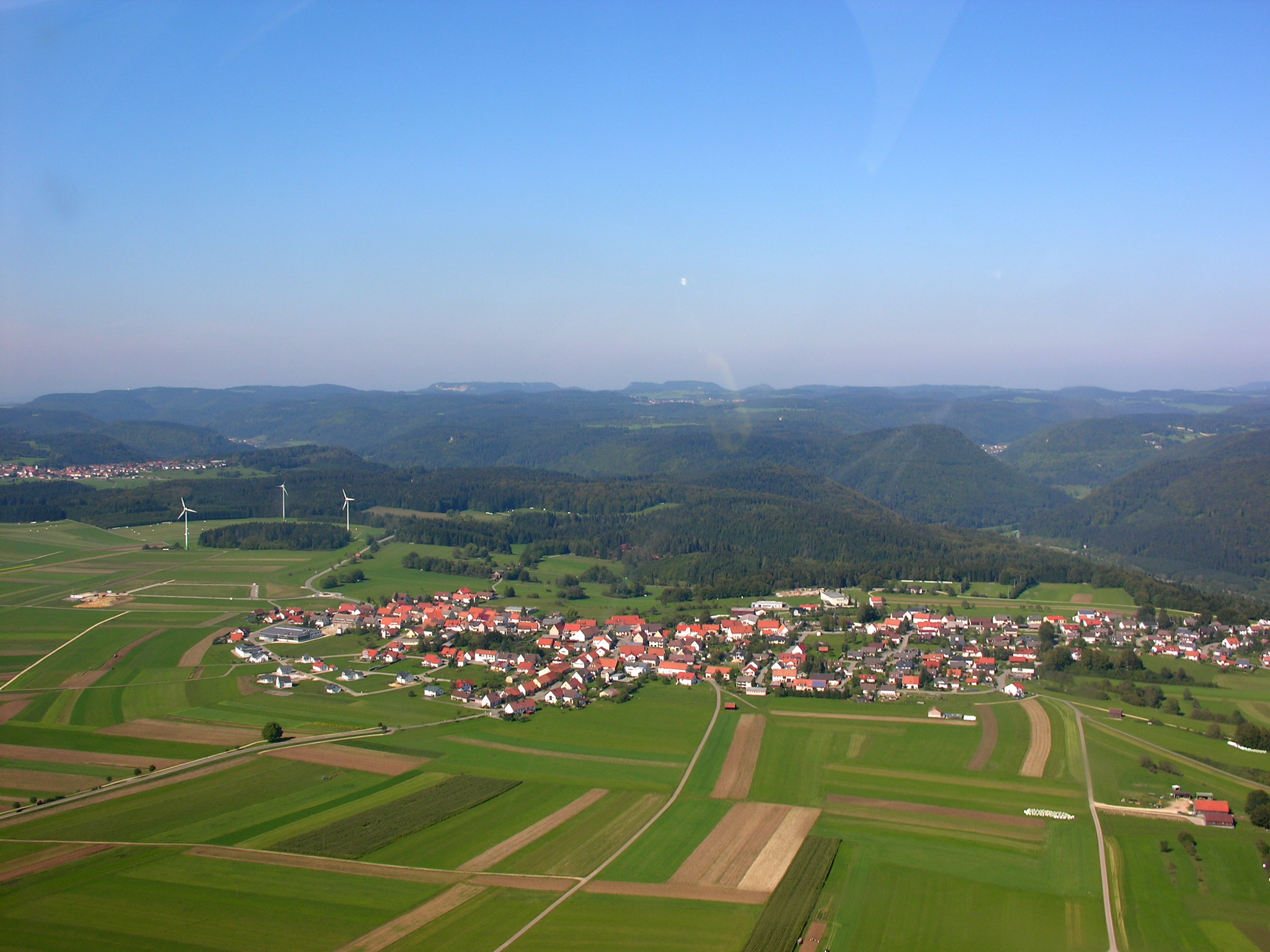
Renquishausen

Renquishausen ist eine Gemeinde im Landkreis Tuttlingen in Baden-Württemberg. Zur Gemeinde Renquishausen gehören außer dem Dorf selbst keine weiteren Ortschaften.

## Geographie

### Geographische Lage
Renquishausen liegt im Naturpark Obere Donau auf dem Großen Heuberg, einer Hochfläche der Schwäbischen Alb, eingebettet zwischen dem Lippachtal im Westen und dem Bäratal im Osten, die beide Seitentäler des Donautals sind.

### Nachbargemeinden
Die Gemeinde grenzt im Norden an Königsheim, im Osten an Bärenthal, im Süden an Kolbingen und im Westen an Mahlstetten. Eine kurze gemeinsame Gemarkungsgrenze gibt es auch mit Böttingen.

### Historische Geographie
Im Gemeindegebiet liegt westlich von Renquishausen die abgegangene Ortschaft Hagen, worauf ein Flurname hindeutet. An der nördlichen Gemarkungsgrenze gegen das Bärental befand sich der Kesselhaldenhof. Im Winter verschwelten die Besitzer Holz, um Holzkohle zu gewinnen. Der einzige Einödbauernhof der Gemeinde wurde um 1880 aufgegeben.

### Schutzgebiete
In Renquishausen liegen die Landschaftsschutzgebiete Sommerschafweide mit Baum- und Heckenlandschaft beim Steinbruch im Bohl und Tiefes Ried.
Renquishausen hat zudem Anteil am FFH-Gebiet Großer Heuberg und Donautal sowie am Vogelschutzgebiet Südwestalb und Oberes Donautal. Darüber hinaus gehört Renquishausen zum Naturpark Obere Donau.

## Geschichte

### Frühe Geschichte
Im Jahre 1092 wurde Renquishausen erstmals in einer Schenkungsurkunde des Klosters Sankt Georgen im Schwarzwald erwähnt. In dieser Urkunde heißt es: Ein Mann namens Harpreht gab Gott und St. Georgen sein ganzes Eigentum, das er in „Rentwigeshusen“ besaß, sowie den sechsten Teil der Kapelle in demselben Ort.
Der Ortsname setzt sich aus dem Personennamen „Reginwic“ und dem althochdeutschen Wort „hus“ (Haus) zusammen.
Das Dorf gehörte über die Herrschaft Werenwag zur Grafschaft Hohenberg. Mit dieser kam es 1381 zu Vorderösterreich, bei dem es blieb, bis es 1805 württembergisch wurde.

### Geschichte seit dem 19. Jahrhundert
Im Königreich Württemberg wurde die Gemeinde von 1806 bis 1811 dem Oberamt Spaichingen zugeordnet und war danach seit 1811 für mehr als ein Jahrhundert dem Oberamt Tuttlingen unterstellt. Im Zuge der Gebietsreform während der NS-Zeit in Württemberg gelangte das Dorf 1938 zum neu umrissenen Landkreis Tuttlingen. Im Jahre 1945 wurde Renquishausen Teil der Französischen Besatzungszone und gelangte somit zum Nachkriegsland Württemberg-Hohenzollern, welches 1952 im Bundesland Baden-Württemberg aufging.

## Religion
Das katholisch geprägte Dorf gehört zu der Seelsorgeeinheit Donau-Heuberg im Dekanat Tuttlingen-Spaichingen der Diözese Rottenburg-Stuttgart. Die katholische Pfarrkirche St. Stephanus am Ort wurde 1827 erbaut.

## Politik
Die Gemeinde ist Mitglied des Gemeindeverwaltungsverbandes Donau-Heuberg mit Sitz in Fridingen an der Donau.

### Gemeinderat
Der Gemeinderat in Renquishausen besteht aus den acht ehrenamtlichen Gemeinderäten und dem Bürgermeister als Vorsitzendem. Der Bürgermeister ist im Gemeinderat stimmberechtigt. Bei der  Kommunalwahl am 9. Juni 2024 wurde der Gemeinderat durch Mehrheitswahl gewählt. Mehrheitswahl findet statt, wenn kein oder nur ein Wahlvorschlag eingereicht wurde. Die Bewerber mit den höchsten Stimmenzahlen sind dann gewählt.

### Bürgermeister
Von 1982 bis 2014 war Kurt Frick Bürgermeister von Renquishausen. Seit 2014 ist Jürgen Zinsmayer (CDU) Bürgermeister. Damals hatte er sich mit 53,1 % der Stimmen gegen 3 Mitbewerber durchgesetzt. Am 9. Oktober 2022 wurde er ohne Gegenkandidat mit 76,5 Prozent der Stimmen für eine zweite Amtszeit wiedergewählt. Die übrigen Stimmen wurden über die „freie Zeile“ an Personen vergeben, die nicht kandidiert hatten.

## Kultur und Sehenswürdigkeiten
Die Kommune ist dem Tourismusverband „Donaubergland“ angeschlossen.
Folgende Sehenswürdigkeiten befinden sich im Gemeindegebiet:
- Kirche St. Stephanus: Erbaut 1827. Das Kircheninnere wurde von 1950 bis 1952 und erneut 1966 nach dem Zweiten Vatikanischen Konzil neu gestaltet. Sein heutiges schlichtes Erscheinungsbild verdankt das Innere der Pfarrkirche St. Stephanus der Renovierung und Neugestaltung im Jahr 1992. Jedes Jahr zu Erntedank wird das Kircheninnere mit einem filigran gestalteten Erntedank-Teppich und dem themengebundenen Erntealtar geschmückt.

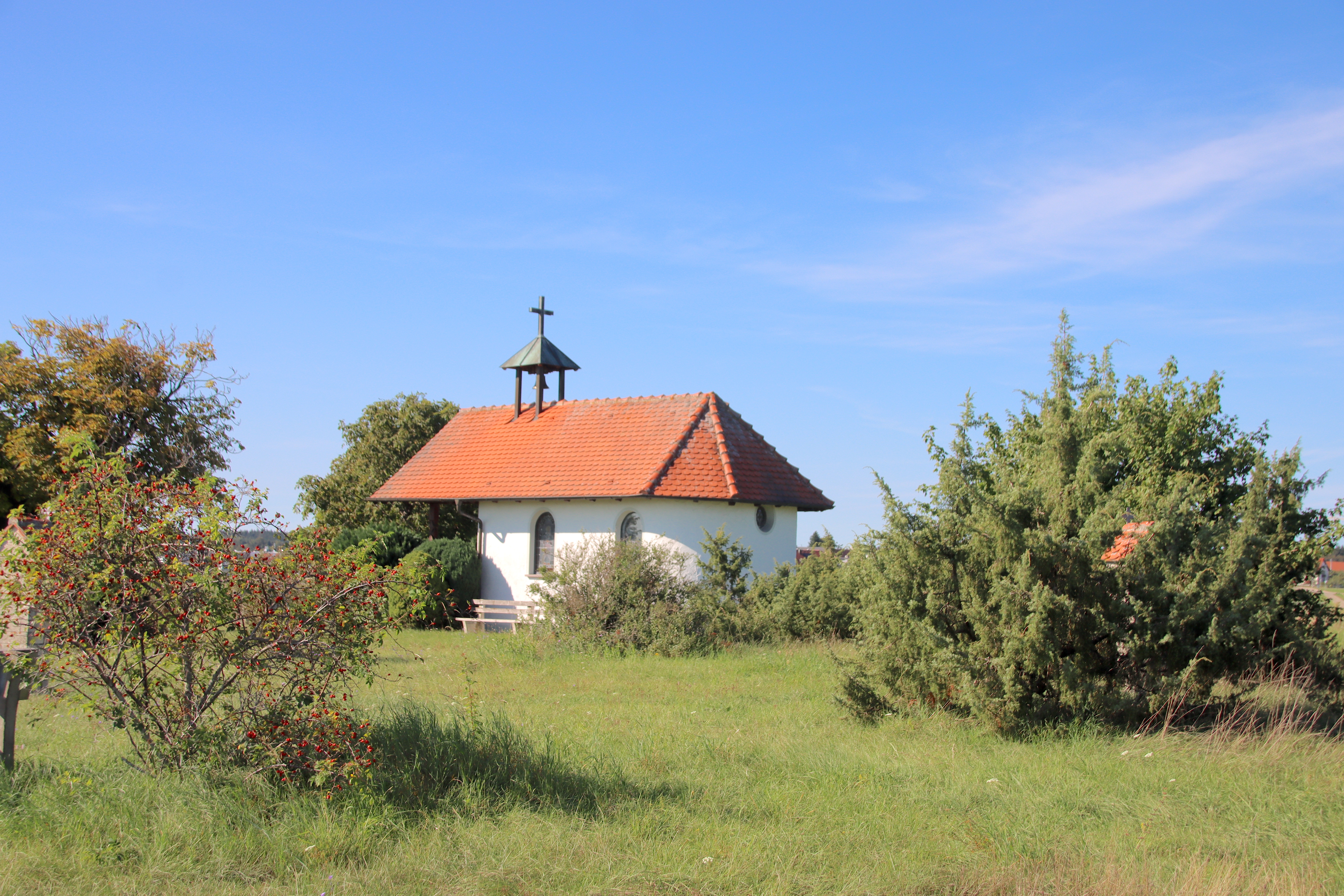
Judas-Thaddäus-Kapelle

- Judas-Thaddäus-Kapelle: Erbaut 1987 auf dem Filz. Rund um die Kapelle befindet sich inmitten von Wacholderbüschen ein Kreuzweg sowie ein Alpenpanorama.
- Geigersbrunnen und Hohenriedbrunnen: Kulturzeugen der einst kargen und wasserlosen Zeit auf der Alb. Die Brunnen führen trotz ihrer Höhenlage Grundwasser.
- Mariengrotte: 1979 durch Robert Käfer und Heinrich Horn aus Natursteinen, sog. Katzenköpfe, erbaute Grotte zu Ehren der Jungfrau Maria.
- Steinerne Kreuz: Sandsteinkreuz, auch Schneiderkreuz genannt. Das Wegkreuz stammt aus dem 15. oder 16. Jahrhundert und ist der Überlieferung nach ein Sühnekreuz eines Schneidergesellen, der einen anderen Schneidergesellen an diesem Platz erschlagen haben soll.
- Brunnen: Vor dem Rathaus steht ein neu erbeuter Brunnen. In der Osterzeit wird er vom örtlichen Heimatverein geschmückt. Oftmals kooperiert der Heimatverein dabei mit dem örtlichen Kindergarten.

## Wirtschaft und Infrastruktur
- In Renquishausen gibt es einen Lebensmittelladen.
- Die Gemeinde betreibt ein Holzofenbackhaus, welches noch immer regelmäßig alle zwei Wochen betrieben wird. Gemeindemitglieder können hier ihren Vorrat an Brot im Holzofen backen lassen.
- Ein Windpark mit drei Windräder à 500 Kilowatt Leistung wird von einer Betreibergesellschaft, ein Windrad von einer Privatperson betrieben.
- In der so genannten Solarbundesliga belegt Renquishausen einen Spitzenplatz (April 2007: Platz 9 unter allen Städten und Gemeinden Deutschlands).
- Außerdem besitzt Renquishausen ein Nahwärmenetz. Inzwischen werden mit der Wärme aus der Heizzentrale ca. 200 Haushalte in Renquishausen beheizt. Die Heizzentrale wird mit Hackschnitzel und Solarthermie betrieben. Hierfür ist eine Betreibergesellschaft zwischen solarcomplex und der Gemeinde gegründet worden.

### Bildung
Die Gemeinde besitzt einen eigenen Kindergarten.
Die Grundschüler besuchen die Wachtfelsschule in Kolbingen. Weiterführende Schulen finden sich in Fridingen, Mühlheim oder Tuttlingen.

## Persönlichkeiten
- Wenzeslaus Mattes (1815–1886), Theologieprofessor am Priesterseminar in Hildesheim
- Benedicta Stehle (1878–1950), Äbtissin von St. Rochus in Fiume (heute: Rijeka in Kroatien)
- Christian Rack (1899–1983), Pädagoge und Politiker (CDU), Landtagsabgeordneter von Baden-Württemberg

### Ehrenbürger
- Josef Stehle (1852–1932), für 50-jährige ununterbrochene Tätigkeit als Gemeinderat
- Heinrich Horn (1910–2002), langjähriger Vorsitzender des Gesangvereins, Erbauer der Judas-Thadäus-Kapelle auf dem Fils
- Paul Locherer (1930–2021), Pfarrer
- Georg Rack (1927–2021), Gründer und 40 Jahre Vorsitzender des Kulturausschusses (1969–2009), Ehrenmitglied aller Vereine, Träger der Staufermedaille[5], seit 2009 Ehrenbürger
- Gerhard Schilling (* 1946), langjähriger Vorsitzender von Musik- und Heimatverein, Träger der Heimatmedaille des Landes Baden-Württemberg, seit 2022
- Josef Schilling (* 1944), langjähriger Vorstand des Sportvereins, langjähriges Mitglied des Kreistages (CDU), Träger der Staufermedaille, seit 2022[6]